# Esfera de Hill
A Esfera de Hill aproxima uma esfera gravitacional de influência de um corpo astronômico na presença de perturbações gravitacionais de outro corpo, mais massivo, em torno do qual ele orbita. Foi definida pelo astrônomo norte-americano George William Hill com base nos estudos do astrônomo francês Édouard Roche. Por esse motivo também é conhecida como Esfera de Roche.

## Princípio teórico
Para entender o princípio teórico da esfera de Hill devemos considerar um corpo principal, relativamente de massa elevada, e um corpo secundário, de menor massa, que orbita o corpo principal, por exemplo: O Sol como corpo principal e Júpiter como corpo secundário. A esfera de Hill deriva das três forças seguintes:
- Força da gravidade do corpo principal
- Força da gravidade do corpo secundário
- Força centrípeta tomando-se como referência de rotação o corpo principal e a freqüência angular do corpo secundário

A esfera de Hill é a maior esfera, centrada no corpo secundário, onde o efeito das três forças somadas direciona para o objeto secundário, ou seja, um satélite do corpo secundário permanece na órbita do corpo secundário sem ser atraído para a órbita do corpo principal. A esfera de Hill define portanto a distância máxima que um satélite natural ou artificial pode orbitar um corpo secundário na presença de um corpo principal. Contudo, asteroides podem entrar e sair da esfera de Hill, se tiverem velocidade suficiente.

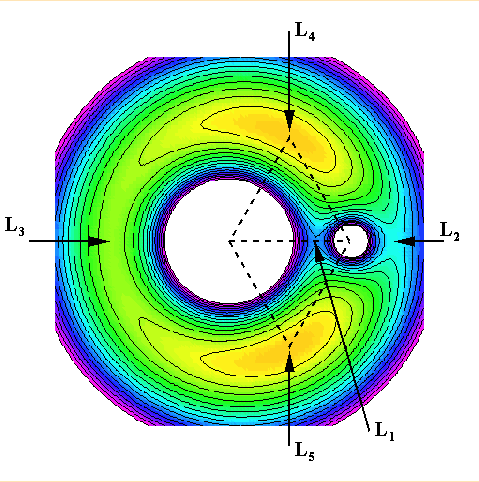
Pontos de Lagrange L1 e L2 segundo as distribuições gravitacionais de dois corpos, um principal e outro secundário

 A esfera de Hill estende-se entre os pontos de Lagrange L1 e L2. A distância de influência representada pelo ponto de Lagrange L2 é menor que a distância de L1 tomando o centro do corpo secundário como referência. Desse modo a esfera de Hill é delimitada pelo ponto L2. Além dessa distância (L2 ao centro do corpo secundário) um terceiro corpo que orbita o corpo secundário (p.ex. uma lua de Júpiter) permanecerá parte do período de sua órbita fora da influência do corpo secundário e poderá ser atraído, através das forças de maré para a órbita do corpo principal, p.ex. o Sol. A órbita de Júpiter, por exemplo, inclui uma série de asteróides, chamados de troianos que estão fora da esfera de Hill, próximos aos pontos de lagrange L4 e L5, orbitando o corpo principal (Sol) e não sendo atraídos para a órbita de Júpiter.
A Esfera de Hill não deve ser confundida com os Lóbulos de Roche nem com o Limite de Roche. O limite de Roche define a distância para que um corpo secundário passe a se desintegrar devido às forças de maré; os lóbulos de Roche definem os limites para um corpo externo ser atraído para a órbita de um ou outro corpo (primário ou secundário).

## Fórmulas
A fórmula para o cálculo da esfera de Hill é dada por
{\displaystyle r\approx a(1-e){\sqrt[{3}]{\frac {m}{3M}}}}
onde
- {\displaystyle r} é o raio da esfera de Hill centrada no corpo secundário
- {\displaystyle a} é o comprimento do eixo maior da órbita (elíptica) do corpo secundário
- {\displaystyle e} é a excentricidade da órbita do corpo secundário
- {\displaystyle m} é a massa do corpo secundário
- {\displaystyle M} é a massa do corpo principal

Quando a excentricidade é desprezível, ou seja, quando a órbita do corpo secundário pode ser aproximada por uma circunferência,
{\displaystyle r\approx a{\sqrt[{3}]{\frac {m}{3M}}}}
onde {\displaystyle r}, {\displaystyle a}, {\displaystyle m} e {\displaystyle M} têm os mesmos significados da fórmula anterior.

## Exemplo
Quando consideramos a Terra (5.97×1024 kg) orbitando o Sol (1.99×1030 kg) numa distância de 149,6×106 km, a esfera de Hill para a Terra estende-se aproximadamente a 1,5 milhão de km (0.01 AU). A Lua orbita a Terra numa distância aproximada de 0,384 milhão de km. Desse modo, a Lua está numa órbita confortável no entorno da Terra e não corre risco de ser atraída pelo Sol para fora da órbita terrestre. Em termos de período orbital, qualquer satélite com período de translação em torno da Terra inferior a sete meses estaria numa órbita estável ao redor da Terra.